# Куулберг, Мати
Ма́ти Ку́улберг (эст. Mati Kuulberg; 9 июля 1947, Таллин, Эстонская ССР, ныне Эстония — 14 июня 2001, там же) — эстонский скрипач, композитор и педагог. Брат Приита Куулберга.

## Биография
В 1966 году окончил скрипичный класс Таллинской музыкальной гимназии (педагог Харальд Аас), а в 1971 году — Эстонскую академию музыки и театра (педагог Анатолий Гаршнек) В 1966—1974 годах — Эстонском национальном симфоническом оркестре. В 1970—1998 годах преподавал теорию музыки в Музыкальной школе имени Георга Отса. Писал музыку к спектаклям и фильмам.
Похоронен на Лесном кладбище Таллина.

## Сочинения
- симфония № 1 (1971)
- симфония № 2 (1977)
- симфония № 3 (1978)
- симфония № 4 (1983)
- симфония № 5 (1986)
- балет «Карусель» / Pöördlava (1973, Таллин)
- балет «Монт Валерьен» / Mont Valérien (1971, Тарту)
- оратория «Во имя жизни» (1985)
- симфоническая поэма Легенда об освободителе / Legend vabastajast (1975)
- скрипичная соната № 1 (1971, вторая редакция 1974)
- скрипичная соната № 2 (1976)
- скрипичная соната № 3 (1977)
- скрипичная соната № 4 (1983)

Музыка к фильмам:
- Огонь в ночи (1973)

## Награды
- 1972 — премия Ленинского комсомола Эстонской ССР («Монт Валериен»)